# Indonemoura kamengi
Indonemoura kamengi är en bäcksländeart som först beskrevs av Aubert 1967.  Indonemoura kamengi ingår i släktet Indonemoura och familjen kryssbäcksländor. Inga underarter finns listade i Catalogue of Life.